# Ralo comportamental

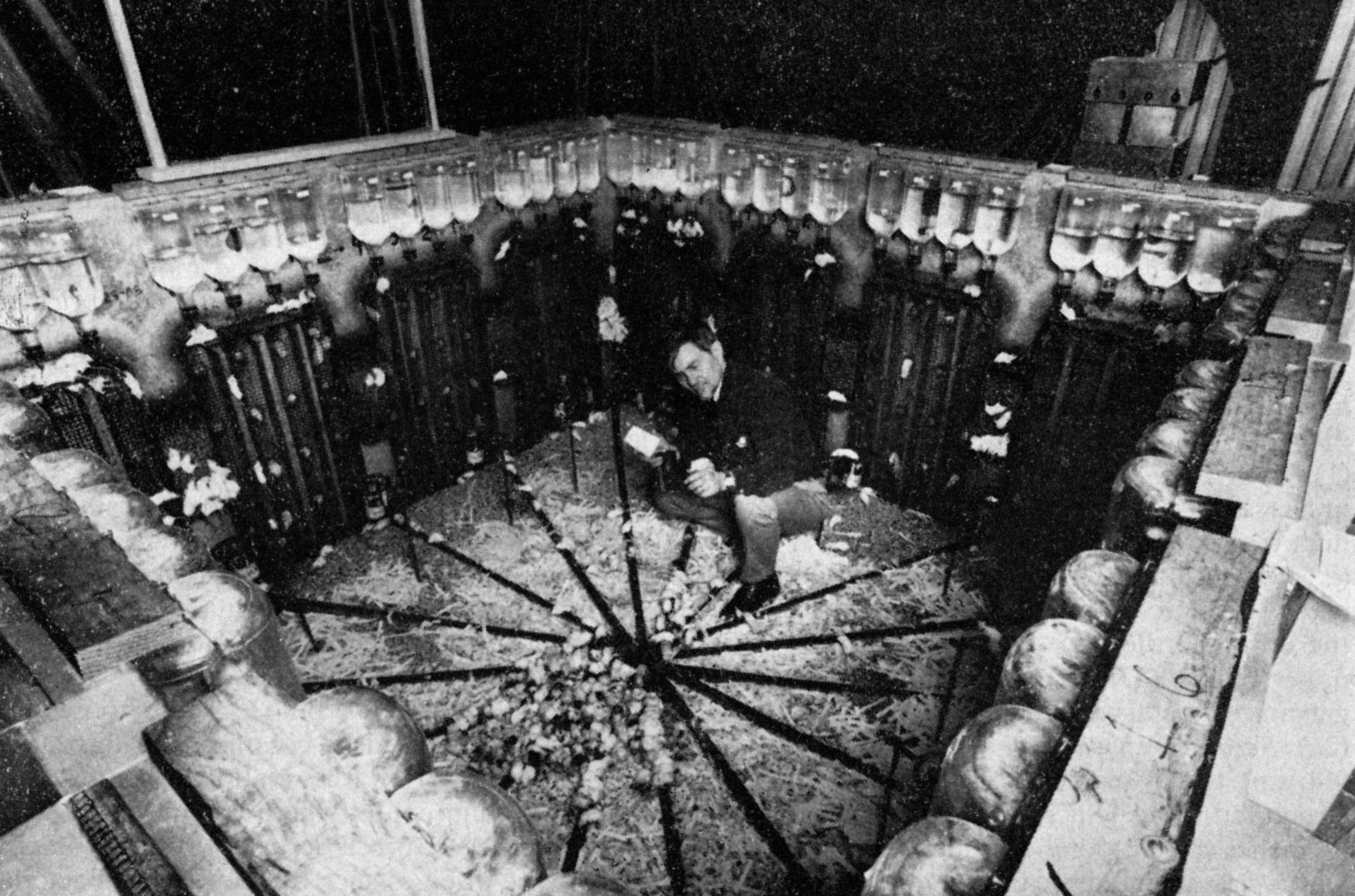
John B. Calhoun em um de seus laboratórios para o estudo de roedores

O etologista John B. Calhoun cunhou o termo "ralo comportamental", "pia comportamental" (em inglês, behavioral sink) ou "fossa comportamental" para descrever o colapso comportamental resultado da superlotação. Durante muitos anos, Calhoun conduziu experimentos com superpopulações de ratos (1958–1962) e camundongos (1968–1972). Nas experiências, Calhoun e seus pesquisadores criaram uma série de "utopias de ratos" — espaços fechados nos quais os ratos recebiam acesso ilimitado a comida e água, permitindo um crescimento populacional sem restrições. Calhoun cunhou o termo "ralo comportamental" no seu relatório do dia 1.° de fevereiro de 1962, publicado no artigo Densidade Populacional e Patologia Social na Scientific American, quando descrevia os resultados da experiência com os ratos.
O trabalho de Calhoun passou a ser usado como um modelo animal análogo ao colapso da sociedade humana, e seu estudo tornou-se uma ideia importante na sociologia urbana e psicologia em geral.

No estudo de 1962, Calhoun descreveu o comportamento da seguinte forma:
Muitas [ratas] eram incapazes de levar uma gravidez até o fim ou, quando conseguiam, de sobreviver ao parir a ninhada. Um número ainda maior, após dar à luz com sucesso, decaía em suas funções maternas. Entre os machos, os distúrbios de comportamento iam desde desvios sexuais até canibalismo e de hiperatividade frenética até um quadro patológico no qual os indivíduos emergiam para comer, beber e se mover apenas quando outros membros da comunidade estivessem dormindo. A organização social dos animais mostrou igual ruptura. […]
A fonte comum desses distúrbios tornou-se mais aparente e dramática nas populações nas primeiras séries de três de nossos experimentos, no qual observamos o desenvolvimento do que chamamos de ralo comportamental. Os animais se aglomeravam em maior número em um dos quatro cercados interligados na qual a colônia era mantida. Até 60 dos 80 ratos em cada população experimental se agregavam em um cercado durante períodos de alimentação. Os indivíduos raramente comiam sem estar na companhia de outros ratos. Como resultado, densidades populacionais extremas se desenvolveram no cercado escolhido para comer, deixando as outras com populações esparsas. […]

Nos experimentos em que o ralo comportamental se desenvolvia, a mortalidade infantil chegava porcentagens de até 96% entre os grupos mais desorientados da população.
Calhoun ia continuar com seus experimentos por muitos anos, no entanto, a publicação de 1962 colocou o conceito em domínio público. Assim, ele tomou espaço na cultura popular como uma analogia ao comportamento humano.
Calhoun aposentou-se do Instituto Nacional de Saúde Mental (NIMH) em 1984, mas continuou a trabalhar em suas pesquisas até a sua morte em 7 de setembro de 1995.

## O experimento

Histórico da população de ratos e camundongos em um universo utópico fechado (1970)

Os primeiros experimentos de Calhoun com ratos foram realizadas em uma fazenda em Rockville (Maryland), a partir de 1947.
Enquanto trabalhava no NIMH (Instituto Nacional de Saúde Mental) em 1954, Calhoun iniciou inúmeros experimentos com ratos e camundongos. Durante seus primeiros testes, ele colocou cerca de 32 a 56 roedores em uma caixa de 10 x 14 pés (3.04 x 4.26 metros) em um celeiro no Condado de Montgomery. Ele separou o espaço em quatro cômodos. Cada cômodo foi criado especificamente para suportar uma dúzia de ratos noruegueses maduros. Os ratos podiam caminhar entre os cômodos usando as rampas. Como Calhoun fornecia recursos ilimitados, como água, comida e também proteção contra predadores e doenças e condições climáticas, dizia-se que os ratos estavam na "utopia dos ratos" ou no "paraíso dos ratos", explicou outro psicólogo.
Seguindo seus primeiros experimentos anteriores com ratos, em 1972, Calhoun mais tarde criou seu "Ambiente Inibidor de Mortalidade para Ratos": uma gaiola quadrada de 101 polegadas (2.56 metros) para ratos com reabastecimento de comida e água para apoiar qualquer aumento na população, o que levou sua abordagem experimental a seus limites. Em seu experimento mais famoso da série, "Universe 25", a população atingiu 2.200 camundongos e, a partir daí, exibiu uma variedade de comportamentos anormais, com frequência destrutivos. Pelo 600.º dia, a população estava a caminho da extinção.

## Influência cultural
O artigo da Scientific American de 1962 chegou em um momento em que a superpopulação havia se tornado um assunto de grande interesse público e havia um apelo cultural considerável. O estudo foi diretamente referenciado em algumas obras de ficção, e pode ter influenciado muitas outras.
Calhoun escreveu grande parte de seu trabalho em termos antropomórficos, de maneira que tornava suas idéias altamente acessíveis a um público leigo. Tom Wolfe escreveu sobre o conceito em seu artigo "Oh Rotten Gotham! Sliding Down into the Behavioral Sink", que mais tarde seria transformado no último capítulo de The Pump House Gang. Lewis Mumford também referenciou o trabalho de Calhoun em seu livro A Cidade na História.
O trabalho de Calhoun também foi referenciado em histórias em quadrinhos, incluindo Batman e 2000 AD.
O próprio Calhoun viu o destino da população de ratos como uma metáfora para o potencial destino do homem. Ele caracterizou o colapso social como uma "morte espiritual", com referência à morte corporal como a "segunda morte" mencionada no livro bíblico de Apocalipse 2:11.
O trabalho de Calhoun com ratos inspirou o livro infantil de 1971, Mrs. Frisby and the Rats of NIMH, de Robert C. O'Brien, que foi adaptado para um filme de animação de 1982, A Ratinha Valente.

## Aplicação a Humanos
Existem controvérsias sobre as implicações do experimento. O psicólogo Jonathan Freedman recrutou universitários e estudantes do ensino médio para realizar uma série de experimentos que mediam os efeitos da densidade no comportamento. Ele mediu o estresse, o desconforto, a agressão, a competitividade e o desconforto geral. Ele afirmou não ter encontrado efeitos negativos consideráveis em 1975. Os pesquisadores argumentaram que "o trabalho de Calhoun não era simplesmente sobre densidade no sentido físico, como número de indivíduos por unidade de área quadrada, mas sobre graus de interação social".